# Coradion chrysozonus

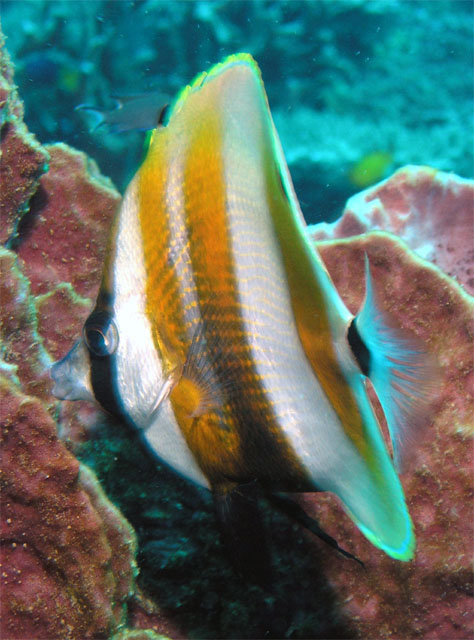
Ein ausgewachsener Coradion chrysozonus bei Pulau Redang (Malaysia)

Coradion chrysozonus ist eine Art aus der Familie der Falterfische.

## Merkmale
Coradion chrysozonus erreicht eine maximale Länge von 15 Zentimetern.
Der Fisch hat einen weißen, hochrückigen und seitlich abgeflachten Körper. Dieser wird von fünf dunklen, senkrechten Bändern überzogen, die bis auf ein schwarzes Band am Ansatz der Schwanzflosse golden gefärbt sind. Eines dieser Bänder verläuft über das Auge sowie den langgestreckten, spitz zulaufenden Mund. Die restlichen drei golden gefärbten Bänder verlaufen über die Körperseiten des Fisches und werden in Richtung der Rückenflosse heller: Das erste dieser Bänder bedeckt den Ansatz der Brustflosse, das zweite Band setzt an das erste an und läuft mit ihm auf Höhe des Bauches zusammen. Das dritte Band ist breiter als die beiden zuvor genannten und verbindet die hinteren Teile der Rücken- und Afterflosse. Sowohl die Rückenflosse als auch die Schwanzflosse sind durchsichtig.
Fische der Art Coradion chrysozonus weisen im oberen Teil der Rückenflosse einen schwarzen Augenfleck mit weißer Umrandung auf. In Kombination mit dem über die Augen verlaufenden Band schützt er die Fische vor Fressfeinden. Im Gegensatz zu anderen verwandten Arten, wie beispielsweise dem Hochflossen-Coradion, bleibt der Augenfleck auch bei ausgewachsenen Coradion chrysozonus erhalten.
- Flossenformel: Dorsale IX/28–30, Anale III/19–21[1]

## Verbreitung
Das Verbreitungsgebiet von Coradion chrysozonus erstreckt sich über weite Teile des Indopazifiks: Von der Andamanensee und Südthailand bis zu den Salomon-Inseln sowie von den japanischen Ryūkyū-Inseln über das Korallendreieck bis zur nordaustralischen Küste und dem Great Barrier Reef. Außerdem ist Coradion chrysozonus an der nördlichen westaustralischen Küste bis zur Shark Bay verbreitet.

## Vorkommen und Verhalten
Coradion chrysozonus kommt normalerweise in Küstenriffen vor. Gelegentlich halten sich die Fische aber auch zwischen nur spärlich mit Korallen bewachsenen Felsen und Geröll auf. Am häufigsten ist Coradion chrysozonus in relativ tiefem Wasser sowie in Bereichen, in denen kälteres Tiefenwasser aufsteigt, anzutreffen. Der Fisch hält sich in einer Tiefe von 3 bis 60 Metern auf.
Coradion chrysozonus ernährt sich vorwiegend von Schwämmen, aber auch von Algen und kleinen Krustentieren. Die Fische sind getrenntgeschlechtlich und eierlegend, wobei die Befruchtung außerhalb des Körpers stattfindet. Das Ablaichen erfolgt vor der Dämmerung. Zur Fortpflanzungszeit sind die Fische der Art Coradion chrysozonus paarweise anzutreffen. Die Fische sind ziemlich widerstandsfähig, was sich darin widerspiegelt, dass sich ihre Population in weniger als 15 Monaten verdoppelt.

## Gefährdung
Coradion chrysozonus wird gelegentlich für den Aquarienhandel gefangen, was jedoch keine schwerwiegenden Auswirkungen auf die Population zu haben scheint. Die IUCN stuft Coradion chrysozonus als nicht gefährdet ein.